# مانوئلا هارابور
مانوئلا هارابور (رومانیایی: Manuela Hărăbor؛ زادهٔ ۲ آوریل ۱۹۶۸) بازیگر اهل رومانی است.
از فیلم‌هایی که وی در آن‌ها نقش داشته‌است، می‌توان به میرچا اشاره نمود.